# Cyclosa camargoi
Cyclosa camargoi Levi, 1999 è un ragno appartenente alla famiglia Araneidae.

## Etimologia
Il nome proprio della specie è in onore dell'aracnologo brasiliano H.F. de Almeida Camargo

## Caratteristiche
L'olotipo femminile ha dimensioni: cefalotorace lungo 2,0mm, largo 1,2mm; opistosoma lungo 5,0mm.

## Distribuzione
La specie è stata reperita in Brasile: Rio de Janeiro (Ilha Grande e Teresópolis); San Paolo (Cocaia e Sao Sebastiao).

## Tassonomia
Al 2013 non sono note sottospecie e dal 1999 non sono stati esaminati nuovi esemplari.